# Pterospora andromedea
Pterospora andromedea je jediný druh rodu Pterospora, který náleží čeledi vřesovcovité

## Výskyt
Roste v jehličnatých nebo smíšených lesích v těžké půdě. Je rozšířen v Severní Americe od jižní Kanady po hory v Mexiku a je často nalézán na západní polovině kontinentu, ačkoliv malá populace byla zaznamenána na severovýchodu USA a východní Kanady.

## Popis

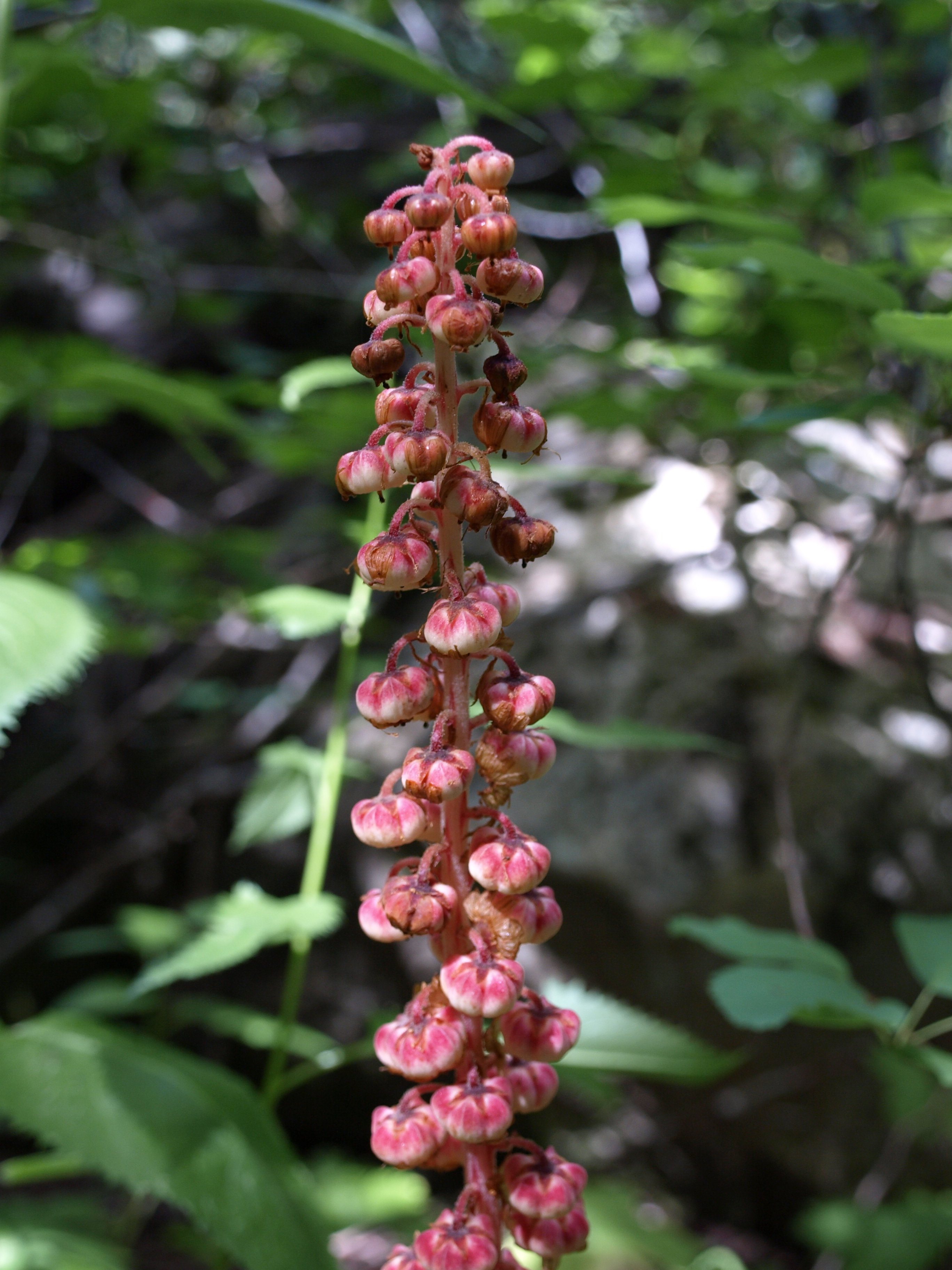
Pterospora andromedea

Nadzemní část Pterospora andromedea je bezlistý stonek s květenstvím (hrozen) obvykle 30–100 cm vysoký, ačkoliv jsou zprávy, že příležitostně dorůstá i 2 m. Nadzemní stonek je obvykle nalézán v malých skupinkách v červnu až srpnu. Stonky s květy jsou ochlupené a na dotyk lepkavé. Jsou na nich obvykle struktury popsané jako nevyvinuté listy, nebo palisty. V horní části červenavého stonku je řada žlutavých zvonkovitých květů převisajících dolů.
Rostlina je zajímavá i proto, že neobsahuje mnoho viditelného chlorofylu (stopy chlorofylu byly popsány badateli Cummings a Welschemeyer v roce 1998, ale nikoliv takové množství aby významně ovlivnilo energetickou poptávku rostliny, nebo její zbarvení). Největší část životního cyklu rostlina tvoří ztlustlé, masité, ale křehké kořeny. Síla kořenu je vzácně větší než 7 cm v průměru, a nalézá se 10–40 cm pod povrchem půdy.

## Symbiotické vztahy
Žijí ve vztahu s mykorhizními houbami. Jejich vzájemné vztahy ještě nejsou dobře pochopeny a jsou popsané někdy jako parazitní jindy symbiotické s houbami podle mínění různých odborníků. Jsou obvykle označovány jako mykorrhizní heterotrofie nebo mykoheterotrofie.
Rostliny žijí ve spojení s velmi omezeným počtem hub například s Rhizopogon subcaerulescens, R. arctostaphyli a  R. salebrosus. Na rozdíl od rostlin, houby nejsou dosud obzvláště dobře kategorizované a tak druhová jména budou pravděpodobně ještě změněna, až bude provedeno více výzkumů rodu Rhizopogon, který je obzvlášť těžké taxonomicky zařadit. Pterospora může být ještě objevena s jinými houbami mimo druhy rodu Rhizopogon.